# Таурин
Таури́н (лат. Taurinum) — амінокислота, що міститься у більшості білкових продуктів, які споживає людина, особливо в морепродуктах та м'ясі. Речовина була відкрита на початку XIX ст., але стала предметом досліджень лише в середині XX століття.
Синтезується в організмі тварин та людини з амінокислот метіоніну та цистеїну; відіграє суттєву роль у процесі травлення і засвоєння жирів та ліпідів. Один з основних компонентів жовчі, в невеликих кількостях міститься в різних тканинах тварин і людей, в основному в м'язах.
Таурин сприяє травленню і виробленню жовчі у печінці, сприяє розщепленню холестерину. Покращує функцію жовчного міхура шляхом утворення таурахолату із жовчних кислот; таурахолат сприяє ефективнішому видаленню холестерину з жовчю. Таурин — це ключовий компонент жовчних кислот, і він відіграє значну роль у забезпеченні оптимальної роботи печінки, він необхідний для виведення токсичних речовин і продуктів обміну з організму. Також таурин відіграє важливу роль у репродуктивній функції у чоловіків.
Таурин — це мембранний протектор, регулятор внутрішньоклітинного кальцію, що володіє властивостями антиоксиданту; детоксикатор, який бере участь в обміні жирів і жиророзчинних вітамінів і впливає на запальні процеси. Це сірковмісна амінокислота, якої немає у складі білків, але яка відіграє роль у важливих фізіологічних функціях, включаючи ретинальний та неврологічний розвиток, осморегуляцію, модуляцію клітинних рівнів кальцію та імунну функцію.
Якщо в організмі немає дефіциту таурину, його вживання ніяк не впливає на організм — ні позитивно, ні негативно.
Якщо дефіцит таурину в організмі є, це потребує терапевтичного втручання. Зокрема, є повідомлення про терапевтичне застосування таурину при лікуванні епілепсії, тканинної ішемії, ожиріння, цукрового діабету 2 типу, артеріальної гіпертензії, застійної серцевої недостатності.
Таурин надавав сприятливу дію на судини курців, хворих, які отримували метотрексат, при алкоголізмі, інфаркті міокарда. Вплив таурину досліджували при променевій хворобі, при нейродегенеративних процесах у літньому віці.
Численні дослідження показують, що вміст таурину в тканинах у хворих на цукровий діабет значно знижений. Таурин у складі таурохолевих жовчних кислот бере активну участь у виведенні холестерину.
Роль таурину досліджували і на тих тваринах. у яких взагалі відсутній ген, відповідальний за синтез транспортної тауринової системи. Дослідження показало, що здатність виконувати фізичні навантаження у мишей без цього гену падає в 10 разів. У тварин розвивається кардіопатія, дисфункція органів зору, слуху, нирок, печінки.
Додавання таурину сповільнює ключові маркери старіння, такі як підвищене пошкодження ДНК, дефіцит теломерази, порушення функції мітохондрій і старіння клітин. Додавання таурину покращило тривалість життя мишей і здоров'я мавп.

## Енергетичні напої
Таурин використовується як інгредієнт в енергетичних напоях. Багато з таких напоїв вміщають 1000 мг на порцію, а деякі більше 2000 мг. Таурин додається до напоїв як депресант нервової системи.
Європейські інститути оцінки ризику встановили, що безпечним рівнем таурину у вмісті енергетичних напоїв є 4000 мг/л.